# Bakri Sapalo
Bakri Sapalo (nacido Abubakar Garad Usman; noviembre de 1895-5 de abril de 1980) fue un erudito, poeta y maestro religioso oromo. Es conocido por haber sido el inventor de un sistema de escritura para el idioma oromo.

## Vida
Bakri Sapalo nació con el nombre de Abubakar Garad Usman en noviembre de 1895. Su padre fue Usman Oda, líder del clan (Garad), terrateniente en el área del río Sapalo, que dieciséis años antes había abrazado el Islam. Garad Usman tenía bueno dominio del idioma oromo y permaneció analfabeto toda su vida. Su madre fue Kadiga, se desconoce su vida. Abubakar tenía tres hermanos y cuatro hermanas. 
Recibió educación primaria. Una vez terminada, Abubakar fue a Chercher, donde estudió con Umar Aliyye Balbaletti, y luego fue a Harrar donde estudió con Yusuf Adam durante varios años. Años después escribiría la biografía solo estos dos de sus profesores. Bakri obtuvo su logro educativo gracias al apoyo del Abdalla Walensi.
Después de dedicar 20 años de su vida a sus estudios, regresó a su pueblo natal de Sapalo, donde comenzó a enseñar. Además de religión islámica, las materias que impartía incluían geografía, historia, matemáticas, astronomía, árabe y composición de escritos en idioma oromo.
También comenzó a componer poesía en el idioma oromo. "Bakri" es la forma popular de "Abubakar", y Sapalo era de donde venía.
Bakri dejó Sapalo y enseñó en varios lugares, de los cuales los tres más conocidos son Hortu, cerca de Dire Dawa, la ciudad de Dire Dawa, y Addelle, un lugar a unos 25 kilómetros de Dire Dawa, en el camino a Harrar. Fue en Addelle donde construyó una escuela y lo que se conoció como su mezquita. 
Se dice que se casaba con una mujer local en cada lugar donde se quedaba, al menos 11 de las cuales son sus esposas conocidas. Tuvo dieciocho hijos de tres de sus esposas, trece hijos y cinco hijas. Se dice que, a pesar de la gran cantidad de esposas, obedeció el criterio de que nunca tuvo más de dos esposas a la vez, y hacia el final de su vida solo tuvo una esposa. Durante este tiempo también escribió prolíficamente tanto en árabe como en oromo.
Se cree que inventó su sistema de escritura para el idioma oromo en 1956 en el pueblo de Hagi Qome. Ni Hayward ni Hassan ofrecen una razón por la cual Sheikh Bakri regresó a su área de origen para trabajar en su sistema, "a menos que fuera con el propósito de mantener el asunto en secreto, ya que las autoridades ciertamente se habrían opuesto rotundamente a la idea de que se escribiera el oromo en cualquier forma, y mucho menos en una escritura que no sea la etíope".
Inicialmente fue recibido con entusiasmo y encontró varios usuarios en la provincia de Hararghe. Las autoridades etíopes reaccionaron previsiblemente con temor. Las autoridades temían de que Bakri estuviera "incitando a los oromo a una conciencia étnica demasiado grande y poniendo así en peligro la unidad nacional". Los funcionarios locales decidieron suprimir su uso, y en 1965 Bakri fue puesto bajo arresto domiciliario en Dire Dawa. Sin embargo, las autoridades dejaron que continué con sus enseñanzas. En 1968, le dieron permiso de visitar el pueblo de Addelle dos o tres veces por semana. Fue durante estos años que escribió Shalda, un panfleto de veinte páginas que se disfrasaba como una obra de instrucción religiosa, pero era un panfleto contra los Amhara, y criticaba al emperador Haile Selassie.
En 1975, el emperador Haile Selassie fue depuesto y el Derg tomó el poder. En 1978 Bakri y su esposa huyeron a Somalia, donde fueron admitidos en un campo de refugiados en Hiraan. Bakri esperaba que se le permitiera llegar a Mogadiscio, donde podría trabajar y publicar sus escritos, pero nunca recibió permiso para abandonar el campamento. Las condiciones precarias del campamento le costó la vida después de una enfermedad prolongada.

## Obras
Aunque Sheikh Bakri escribió mucho sobre temas religiosos y seculares, a excepción de unos pocos distribuidos en forma de mimeógrafo, todos sus escritos permanecieron en forma manuscrita durante su vida y se distribuyeron entre sus estudiantes. Hayward y Hassan enumeran ocho de sus escritos en árabe, que en su momento podían consultarse en Mogadiscio: Dirdsa fi al-mantiqa 1-Harariyya jughrafiyyan wa bashariyyan, un estudio de geografía y demografía de la región de Harrar de unas 200 páginas; dos obras sobre historia, Janaza shamarikh min hadayiz al-tawarikh, de 95 páginas, y Kitab irsal al-sawarikh ila sama' al-tawarikh, una historia de los oromo de 56 páginas; tres escritos religiosos Al-mawahib al-madadiyyah fi l-'awf al-'adadiyya, Muqaddamat taysir al-zari'a (48 páginas) y Taysir al-zari'a ila fuquhiyy fi ahkam al-shari'a ; y las dos biografías de sus maestros.
Mohammed Hassan hizo uso del Kitab irsal al-sawarikh ila sama' al-tawarikh de Sheikh Bakri al escribir su The Oromo of Ethiopia, a History: 1570-1860, describiendo el manuscrito en la bibliografía como esbozando "un panorama general de la historia oromo desde principios tiempos hasta el presente. Aunque no está libre de importantes limitaciones en la historia de los primeros oromo, contiene muchos datos útiles sobre el sistema gadaa". Hassan se basa mucho en él en su discusión sobre el sistema gadaa. Hayward y Hassan señalan además que "Shalda" es interesante porque es tanto la primera como la última escritura importante en el alfabeto de Shaykh Bakri Sapalo".

## Legado
Sheikh Bakri también fue un renombrado poeta oromo.

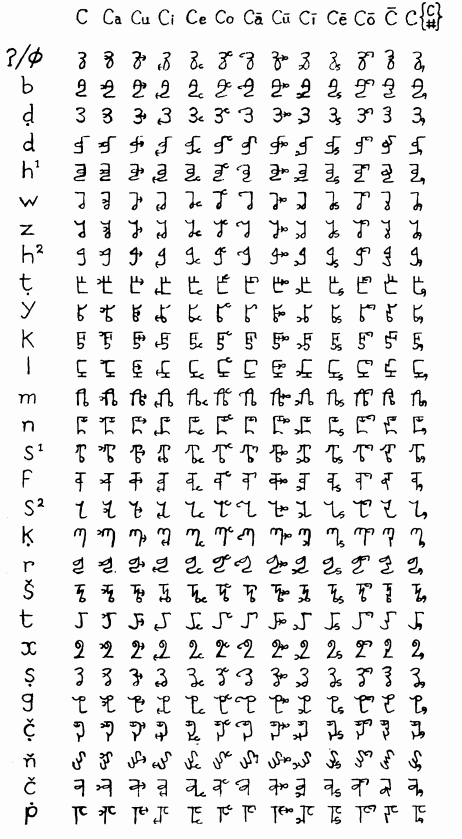
Esquema del alfabeto de Sapalo para el idioma Oromo

El principal aporte de Bakri Sapalo es su sistema de escritura.
De forma tradicional, el oromo era escrito con escritura Ge'ez y alfabeto árabe, pero ambos eran inadecuados. Mientras que el árabe tiene pocas vocales, el ge'ez tiene más, pero es insuficiente. El idioma amhara tiene solo siete vocales mientras que Oromo tiene 10.
El sistema de escritura es casi completamente fonémico; es decir es decir, es un sistema que logra el ideal de un solo símbolo gráfico para cada sonido fonológico distintivo de la lengua.
Su sistema de escritura como una combinación de silabario y alfabeto en el sentido de que, si bien la escritura Ge'ez es la base consonántica, el carácter base nunca aparece sin una modificación para mostrar la vocal emparejada.

## Literatura relevante
- Nuraddin Aman Jarso. 2012. Investigación filológica sobre el manuscrito histórico de šayḫ Bakri Saphalo . Universidad de Addis Abeba: tesis de maestría. Acceso web a la tesis.